# Артур Зайс-Инкварт
Артур Зайс-Инкварт (на немски: Arthur Seyß-Inquart) е австрийски и германски политик.
Лидер на австрийските нацисти. Член на правителството (вътрешен министър в периода февруари - март 1938) и федерален канцлер (премиер) на Австрия в течение на 2 дни - от 11 до 13 март 1938 г.
Съдейства за свалянето от власт на австрийския канцлер Курт Шушниг и за аншлуса - присъединяването на Австрия към Германия, като в качеството си на канцлер на 11 март 1938 г. поканва германците да окупират страната. Франция и Великобритания приемат тази негова постъпка безкритично.
След аншлуса става национал-социалист (член на германската НСДАП) и развива кариера в германския Трети райх: обергрупенфюрер от СС и висш държавен деец - ръководител на Австрия, Полша, Нидерландия. Райхсминистър на Германия - член (без портфейл) на Кабинета на Хитлер (май 1939 - април 1945), член (външен министър) на кабинета на Шверин фон Крозиг (април – май 1945).
Обесен е съгласно издадената му от Нюрнбергския трибунал смъртна присъда за престъпления против човечеството.